# 赵宗燠
赵宗燠（1904年11月28日—1989年10月10日），男，四川荣昌人，中國化学工程学家。

## 生平
1929年毕业于国立中央大学化学系，毕业后留校作研究生和助教。1932年后在四川工业训验所任主任工程师，同时在重庆大学兼课。1935年赴德国柏林工业大学化工学院学习，1939年获博士学位后回国。1940年起任重庆北碚合成汽油厂厂长，兼同济大学教授。
抗战胜利后到东北地区接收尚未建成的几座煤炼油装置。1947年任沈阳化工厂厂长兼总工程师。1948年任天津化学公司总经理兼总工程师。1949年至1954年任东北工业部化工局总工程师。
1955年至1964年任石油工业部生产技术司总工程师。1965年起任国家石油工业部化工科学研究院总工程师、中国石油化工总公司化工科学研究院总工程师。1957年当选为中国科学院化学部学部委员（中国科学院院士）。

## 学术贡献
一生倾注于中国能源和环保事业。1940年代初在人造石油方面研究成功多种合成液体燃料方法。
50年代完成了第迪炉气化、合成气深度净化、合成石油铁催化剂制备等一系列项目。其后，在组织水煤气中压流态化合成试验、煤的气化和低温干馏、油页岩沸腾床燃料新工艺试验等方面均有建树，为能源转换及其生产建设作出了贡献。
70年代后致力于解决“三废”和环境污染问题，研究改革城市燃料结构。为中国节能事业的倡导者。